# (4277) Holubov
(4277) Holubov (1982 AF) – planetoida z pasa głównego asteroid okrążająca Słońce w ciągu 4,5 lat w średniej odległości 2,73 j.a. Odkryta 15 stycznia 1982 roku.